# 帕帕埃利塞
8°33′28″S 179°08′47″E / 8.5578°S 179.1465°E

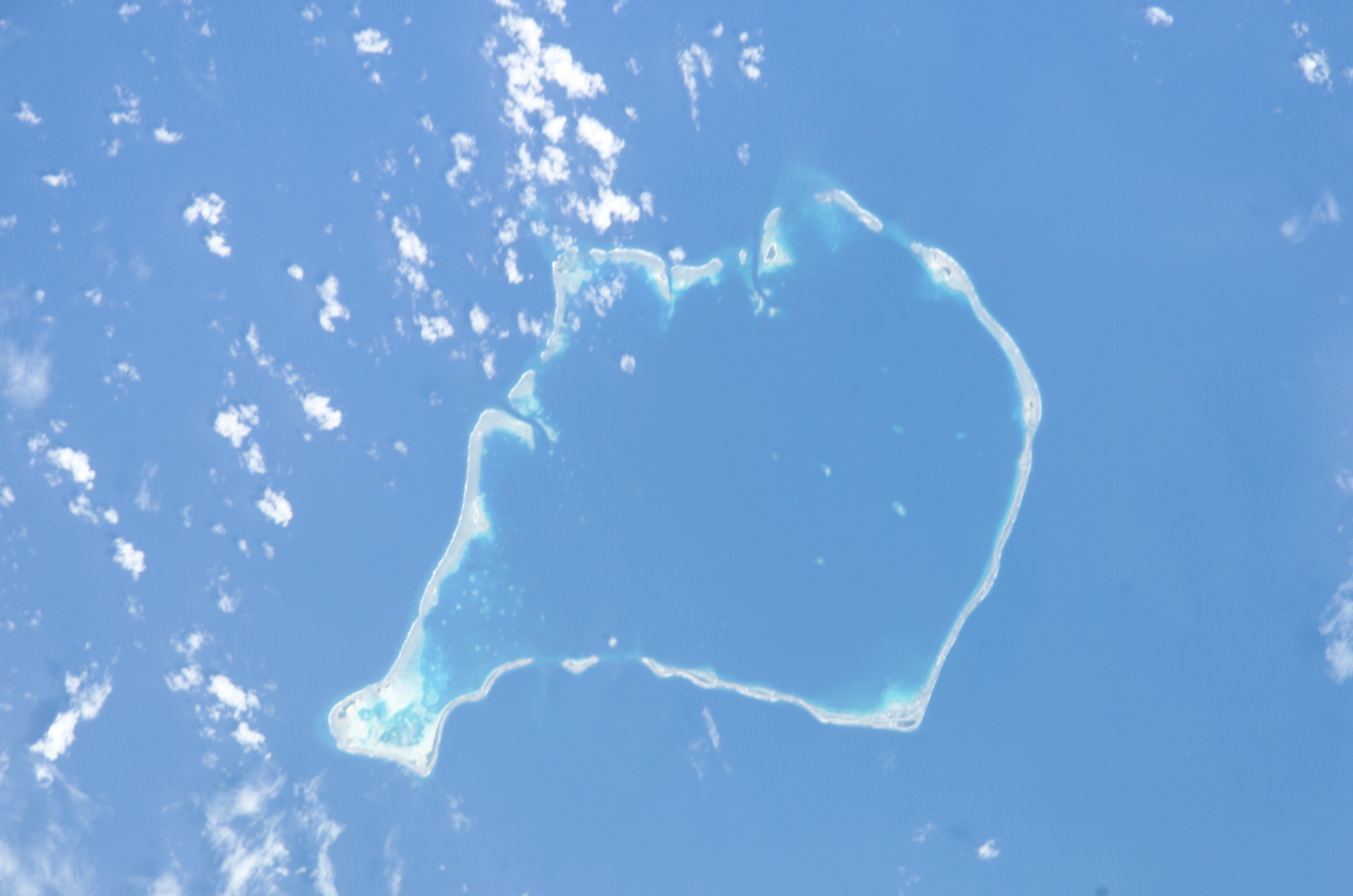
富納富提全圖

帕帕埃利塞（英語：Papa Elise Isle）是一個位於吐瓦魯首都富納富提的一座珊瑚礁島嶼。該島嶼的名稱來自於19世纪后期一位来到富纳富提的传教士。